# Acosmium fallax
Acosmium fallax là một loài thực vật có hoa trong họ Đậu. Loài này được (Taub.) Yakovlev miêu tả khoa học đầu tiên.